# Gryposmylus pubicosta
Gryposmylus pubicosta is een insect uit de familie watergaasvliegen (Osmylidae), die tot de orde netvleugeligen (Neuroptera) behoort. De soort komt voor in India.